# Гамбіт Ґерінґа
Гамбіт Ґерінґа — дебют, який починається ходами:  

1. e2-e4 e7-e5 
2. Кg1-f3 Кb8-c6 
3. d2-d4 e5:d4 
4. c2-c3
Окрема система гри в шотландській партії.

## Історія
Цей гамбіт був винайдений німецьким майстром Карлом Ґерінґом (1841—1879). У випадку прийняття чорними жертви пішака білі отримують цікаві атакувальні можливості. Однак чорні мають можливість відхилити гамбіт; це веде до рівної гри.